# 미나미칸다촌
미나미칸다촌(南蟹谷村)은 도야마현 니시토나미군에 있던 촌이다.

## 지리
- 현재의 난토시의 북서부에 위치한다.
- 국도 304호선과이시카와현도, 도야마현도 27호선 가나자와이바선이 지나가는 가나자와시와 난토시를 잇는 교통의 요충지다.
- 온천시설 누쿠모리노사토 (고마타), 후쿠코 유타니 온천 에이라쿠소 (유타니), 다카쿠보 온천 (다카쿠보)이 있다.

## 역사
- 1889년 4월 1일 - 정촌제 시행에 의해 도나미군 미나미칸다촌이 성립하였다.
- 1896년 3월 29일 - 군 개편에 의해 도나미군에서 분립해, 니시토나미군이 성립하여,  니시토나미군에 속하게 되었다.
- 1955년 4월 1일 - 후쿠미쓰정에 편입되었다.

## 참고문헌
- 『市町村名変遷辞典』東京堂出版、1990年。